# Phycodes morosa
Phycodes morosa is een vlinder uit de familie Brachodidae. De wetenschappelijke naam van de soort is voor het eerst geldig gepubliceerd in 1948 door Alexey Diakonoff.